# Incidente del canale di Corfù
Con incidente del canale di Corfù si indica il complesso di tre distinti avvenimenti svoltisi nel 1946 nel canale di Corfù, alla frontiera marittima tra Grecia e Albania, e che videro coinvolte delle unità della Royal Navy britannica.
Nel primo incidente, avvenuto il 15 maggio 1946, due incrociatori della Royal Navy in navigazione nel canale furono cannoneggiati, senza essere colpiti, da batterie costiere della Repubblica Popolare Socialista d'Albania, il cui governo accusò i britannici di aver sconfinato nelle sue acque territoriali. Il 22 ottobre 1946, invece, una formazione britannica in navigazione nel canale finì in un campo di mine navali non segnalato: i cacciatorpediniere HMS Saumarez e HMS Volage urtarono una mina ciascuno subendo danni gravissimi (il primo non tornò mai più in servizio) oltre a 44 morti e 42 feriti tra gli equipaggi. Tra il 12 e il 13 novembre 1946, infine, forze navali britanniche tornarono nel canale per bonificare il tratto minato che aveva causato l'incidente del 22 ottobre, sconfinando nelle acque territoriali dell'Albania e causando forti proteste da parte del governo albanese.
L'incidente causò una grave crisi diplomatica tra Londra e Tirana, con i britannici che ruppero le relazioni con l'Albania senza ripristinarle fino al 1991, dopo la conclusione della guerra fredda; il caso venne portato all'attenzione della Corte internazionale di giustizia (fu il primo caso di cui la corte si occupò dalla sua fondazione nel 1945), la cui sentenza resa il 9 aprile 1949 costituì un importante precedente nella definizione di alcuni principi fondamentali del diritto del mare e del diritto internazionale.

## L'incidente

### L'incidente del 15 maggio

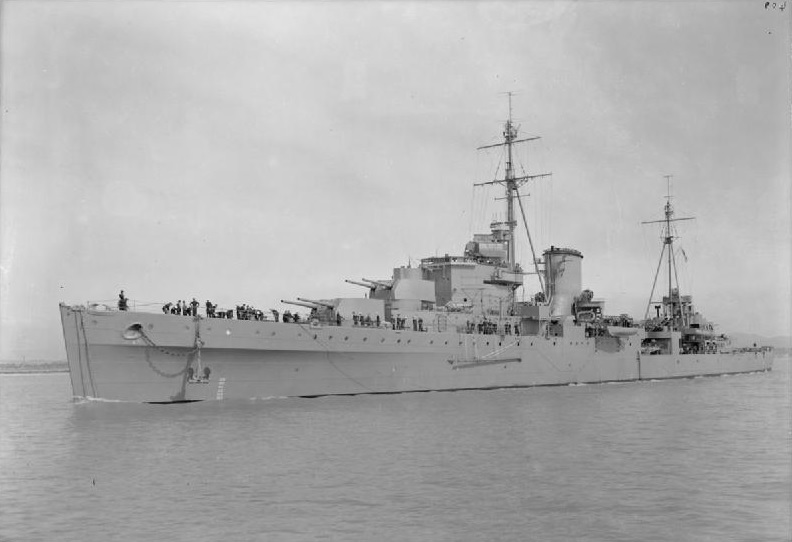
L'incrociatore, coinvolto nel primo incidente del 15 maggio 1946

Occupata dall'Italia nel 1939 e successivamente dalla Germania nazista a partire dal 1943, l'Albania venne liberata nel novembre del 1944 da una coalizione di movimenti partigiani locali sostenuti dagli Alleati; vicino al movimento partigiano jugoslavo di Josip Broz Tito, il "Movimento di Liberazione Nazionale" albanese (Lëvizja Nacional Çlirimtare) era dominato dalla fazione comunista capeggiata da Enver Hoxha che l'11 gennaio 1946 proclamò la nascita della Repubblica Popolare Socialista d'Albania, proponendosi come uno dei regimi più rigidi del nascente blocco orientale. Il Regno Unito riconobbe il nuovo governo albanese nel novembre 1945, ma le relazioni diplomatiche tra le due nazioni si mantennero difficili: Londra sosteneva il governo della vicina Grecia, che aveva da sempre pretese territoriali sulle regioni meridionali dell'Albania abitate da minoranze greche.
Il 15 maggio 1946 due unità navali della Royal Navy, gli incrociatori leggeri HMS Orion e HMS Superb, si trovavano ad attraversare da nord verso sud il canale di Corfù, il braccio di mare che divide l'isola greca di Corfù dalla costa dell'Albania meridionale e attraverso cui passa il confine marittimo tra le acque territoriali greche e quelle albanesi, al fine di ispezionare la navigabilità nello stretto dopo la sua ripulitura dai campi di mine navali depositati durante la precedente seconda guerra mondiale. Mentre si trovavano ad attraversare il punto più stretto del canale, le due unità finirono sotto il fuoco proveniente da alcune fortificazioni poste sulla costa albanese: benché nessuna unità fosse stata colpita né fossero state riportate perdite di vite umane, i britannici emisero una formale richiesta di "immediate e pubbliche scuse da parte del governo albanese", ma quest'ultimo si rifiutò di sottostare a ciò e anzi avanzò l'accusa che le unità britanniche avessero sconfinato all'interno delle proprie acque territoriali. I britannici sostenevano il loro diritto di passare attraverso il canale sulla base del principio di diritto internazionale del cosiddetto "innocente passaggio", in base al quale unità di qualsiasi tipo potevano transitare attraverso canali e stretti senza necessità di richiedere autorizzazioni o permessi agli Stati costieri; il governo albanese, al contrario, affermò che navi da guerra e mercantili straniere non avevano alcun diritto di entrare nelle sue acque territoriali senza aver prima richiesto un permesso in tal senso.

### L'incidente del 22 ottobre

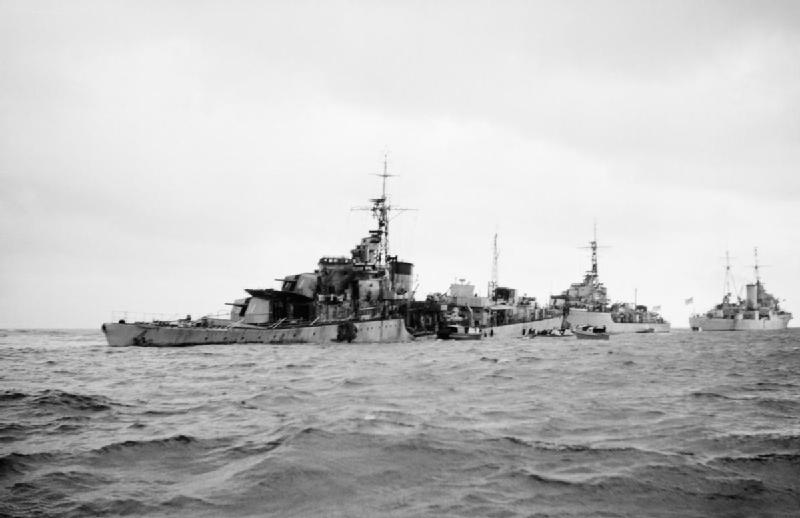
Il il 22 ottobre 1946, poco dopo lo scoppio della mina.

Il 22 ottobre 1946 una formazione navale britannica composta dagli incrociatori leggeri HMS Mauritius e HMS Leander e dai cacciatorpediniere HMS Saumarez e HMS Volage ricevette l'ordine di percorrere da sud verso nord il canale di Corfù con il fine esplicito di testare la reazione degli albanesi all'esercizio del loro diritto di "innocente passaggio"; il Mauritius guidava la formazione con il Saumarez che lo seguiva a distanza ravvicinata, mentre il Leander era circa tre chilometri più indietro accompagnato dal Volage: gli equipaggi furono istruiti a rispondere al fuoco se attaccati, anche se i cannoni non erano carichi né puntati verso la costa albanese. Il tracciamento di una rotta sicura attraverso i campi di mine precedentemente deposti nel canale era stato ufficialmente annunciato nel novembre 1944 dal comando alleato, e tra il gennaio e il febbraio 1945 il braccio di mare era stato ispezionato da unità di dragamine britannici con esito positivo.

Carta del canale di Corfù

Poco prima delle 15:00, con la formazione all'altezza della baia di Saranda, il cacciatorpediniere Saumarez fece detonare una mina e subì gravi danni e varie perdite umane tra il suo equipaggio, anche se un efficiente controllo dei danni impedì che l'unità colasse a picco; il Volage fu distaccato per prestare assistenza al Saumarez e condurlo in salvo nel vicino porto di Corfù, ma alle 16:16 anche questo incappò in una mina: l'esplosione tranciò di netto la prua del Volage, ma nonostante le avverse condizioni climatiche dopo dodici ore di sforzi i due cacciatorpediniere riuscirono a rifugiarsi a Corfù. L'artiglieria costiera albanese non aprì il fuoco sulle unità britanniche, anche se una imbarcazione della marina militare albanese fu vista avvicinarsi alla formazione alzando una bandiera bianca a fianco di quella nazionale.
In totale 44 marinai britannici rimasero uccisi e altri 42 feriti; il governo britannico decise poi di conferire alle vedove dei caduti e ai feriti una piena pensione per meriti di guerra. Le due navi furono poi rimorchiate a Malta: il Volage fu riparato e reimmesso in servizio nel 1949 anche se solo con compiti ausiliari, mentre la riparazione del Saumarez fu giudicata come non economicamente conveniente e lo scafo fu poi avviato alla demolizione nel 1950.

### Operazione Retail, 12-13 novembre
A seguito di questo incidente, il 26 ottobre il governo britannico informò il suo omologo di Tirana di avere intenzione di avviare un'operazione di dragaggio del canale di Corfù, al che tre giorni dopo il governo albanese inviò una nota di protesta al segretario generale delle Nazioni Unite Trygve Lie lamentandosi per la violazione delle proprie acque territoriali e per le manovre definite "provocatorie" dei britannici. Il 10 novembre Londra inviò una nota di avvertimento al governo albanese circa l'inizio della progettata operazione di dragaggio, approvata il 1º novembre precedente dal "Central Mine Clearance Board" (un organismo internazionale costituito dagli Alleati all'indomani della fine della seconda guerra mondiale appositamente per coordinare la bonifica dei tratti di mare minati); il governo britannico non definì con esattezza la zona di mare che intendeva ispezionare e bonificare, limitandosi a dichiarare che l'azione si sarebbe svolta allo stesso modo delle precedenti bonifiche del 1944 e del 1945 verso cui il governo albanese non aveva all'epoca sollevato obiezioni, e che nessuna unità britannica avrebbe stazionato nelle acque territoriali dell'Albania. Tirana protestò nuovamente con il Segretario generale delle Nazioni Unite, lamentandosi che l'azione britannica era di fatto presentata come un fatto compiuto e che l'operazione si sarebbe svolta senza nessuna autorizzazione da parte delle autorità albanesi, costituendo così una violazione della sovranità del paese.

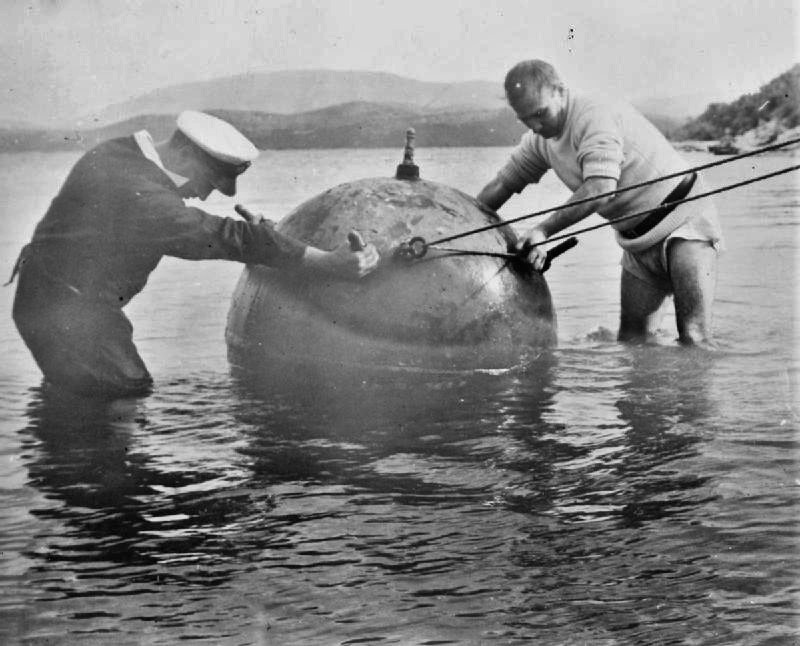
Militari britannici con una mina navale tedesca tipo GY, lo stesso tipo di ordigno rinvenuto nel corso dell'operazione Retail.

Il 12 novembre l'azione (operazione Retail) ebbe inizio, proseguendo fino al 13 novembre seguente: un gruppo di dragamine britannici condusse le operazioni di individuazione e rimozione delle mine sotto la copertura della portaerei HMS Ocean, di alcuni incrociatori e di altre unità da guerra; un ufficiale francese assistette all'azione come osservatore del Central Mine Clearance Board. Furono individuate ed eliminate ventidue mine navali a contatto ancorate al fondale marino, e per le loro caratteristiche divenne evidente che non si trattava di ordigni flottanti isolati aggregatisi in modo spontaneo ma di un campo minato posato deliberatamente; il tratto minato si estendeva per tre miglia lungo il canale, e due delle mine furono prelevate e trasportate a Malta per essere esaminate: dalle analisi risultarono grossi ordigni di fabbricazione tedesca da più di 270 kg di esplosivo, privi di ruggine o incrostazioni causate dall'acqua marina, dipinte di fresco e con i cavi di ancoraggio ancora lubrificati, fatti che spinsero gli esperti a indicarle come depositate solo poco tempo prima dell'incidente del 22 ottobre; frammenti prelevati dallo scafo del Volage risultarono corrispondenti a quelli delle mine portate a Malta per le analisi.

## Conseguenze

### Il caso davanti al Consiglio di sicurezza
Il 9 dicembre 1946 il governo britannico inviò una dettagliata nota di protesta al suo omologo albanese, accusandolo di aver depositato il campo minato in cui erano incappate le unità della Royal Navy e chiedendo scuse ufficiali per gli incidenti del 15 maggio e del 22 ottobre e compensazioni economiche per i danni subiti, minacciando in caso di risposta insoddisfacente di deferire il caso al Consiglio di sicurezza delle Nazioni Unite; in una risposta ricevuta da Londra il 21 dicembre seguente, il governo albanese espresse rammarico per l'incidente del 22 ottobre ma negò fermamente di aver depositato mine nel canale di Corfù, facendo notare che anche unità greche e di altre nazionalità entravano abitualmente del braccio di mare nonostante le proteste dell'Albania.
Il 13 gennaio 1947 il Regno Unito portò il caso davanti al Consiglio di sicurezza, sulla base di quanto disposto dall'articolo 35 dello Statuto delle Nazioni Unite: il rappresentante britannico all'ONU Alexander Cadogan sostenne che il deposito senza segnalazione del campo minato nel canale, un atto vietato dalle convenzioni in materia di diritto bellico e il particolare dall'ottava Convenzione dell'Aia del 1907, era avvenuto ad opera o perlomeno con la connivenza delle autorità albanesi. Il 27 febbraio, su proposta della rappresentanza australiana, il Consiglio varò una risoluzione per l'istituzione di un comitato investigativo per fare luce sull'incidente, composto da delegati di Australia, Colombia e Polonia: il comitato tenne una decina di riunioni ma senza riuscire a elaborare una conclusione, mentre una proposta di risoluzione che condannava l'Albania andò incontro al veto dell'Unione Sovietica il 25 marzo 1947. Il 9 aprile seguente, infine, il Consiglio di sicurezza approvò con otto voti favorevoli e due astenuti (Unione Sovietica e Polonia) una risoluzione con cui invitava Regno Unito e Albania a sottoporre la loro controversia alla Corte internazionale di giustizia de L'Aia, così come previsto dall'articolo 36 dello Statuto delle Nazioni Unite.

### Il giudizio della Corte internazionale di giustizia

La sede della Corte internazionale di giustizia a L'Aia

La Corte internazionale di giustizia (CIG) era stata istituita dallo Statuto delle Nazioni Unite nel 1945 come sostituto della precedente Corte permanente di giustizia internazionale della Società delle Nazioni; la corte entrò in funzione nel 1946, e quello del canale di Corfù fu il primo caso di cui si occupò. I delegati britannici presentarono il caso davanti alla corte il 22 maggio 1947; il governo albanese si oppose a questo gesto unilaterale stante la natura di tribunale arbitrario della CIG e sostenendo la sua carenza di giurisdizione, e solo il 25 marzo 1948, dopo il rigetto da parte della Corte delle obiezioni sollevate dagli albanesi, le due parti convennero infine su un accordo speciale per la sottoposizione della questione ai giudici: la Corte fu chiamata a decidere se l'Albania fosse responsabile per l'incidente del 22 ottobre e la conseguente perdita di vite umane, se il Regno Unito avesse violato la sovranità albanese il 22 ottobre e durante le operazioni di sminamento del 12-13 novembre sulla base dei principi di diritto internazionale riconosciuti, e, se competente in tal senso, a decidere un giusto risarcimento per i fatti avvenuti.
Il 9 aprile 1949 i sedici giudici della Corte emisero una sentenza di merito sulla questione. Circa il primo punto la Corte, con un voto di undici favorevoli e cinque contrari, stabilì sulla base delle risultanze portate dalle parti che le esplosioni che avevano coinvolto il Saumarez e il Volage erano state causate dal campo minato scoperto il 13 novembre e non da mine flottanti, e respinse altresì in quanto troppo improbabile per essere accettata l'ipotesi sostenuta dalla rappresentanza albanese che le mine scoperte il 13 novembre potessero essere state depositate dopo il 22 ottobre; la Corte non ritenne di indagare più di tanto sul fatto che il campo minato fosse stato depositato direttamente dagli albanesi (la marina albanese disponeva all'epoca solo di un pugno di unità leggere inadatte a tale compito) o, come sostenuto dai rappresentanti britannici, da unità posamine jugoslave con la connivenza di Tirana (accusa grave e non sostenuta da prove incontrovertibili presentate durante il dibattimento), ma stabilì comunque la responsabilità dell'Albania per l'incidente occorso alle unità della Royal Navy e la conseguente perdita di vite umane sulla base di due assunti:
- il governo albanese aveva dimostrato nei mesi precedenti l'incidente del 22 ottobre l'intenzione di esercitare una vigilanza costante e un controllo ferreo sul canale di Corfù onde mantenere l'integrità delle proprie acque territoriali da passaggi non autorizzati di navi straniere anche ricorrendo all'uso della forza, cosa testimoniata dall'incidente del 15 maggio 1946 e dalle ripetute dichiarazioni di protesta inviate al Segretario generale delle Nazioni Unite; eppure, il governo albanese non notificò a nessuno dell'avvenuto deposito del campo minato nel canale come invece era richiesto dalle norme internazionali e in aggiunta, quando la presenza del campo stesso fu resa palese dall'incidente in cui incapparono le unità della Royal Navy, espresse forti proteste per le attività delle navi britanniche ma non per la presenza di mine nelle proprie acque territoriali né avviò alcun tipo di indagine su di esse[1][9];
- la posa del campo minato stesso avrebbe richiesto la sosta dell'unità posamine per un minimo di due ore, due ore e mezzo nelle acque comprese tra capo Kiephali e il monastero di San Giorgio lungo la costa della baia di Saranda, in una posizione facilmente osservabile da sentinelle poste sulla terraferma albanese: con la mina più vicina depositata a 500 metri dalla costa, gli esperti navali sentiti dalla Corte affermarono che fosse incontestabile il fatto che osservatori posti sulle colline circostanti e dotati di binocoli non potessero non aver visto lo svolgimento delle operazioni di minamento[1][9].

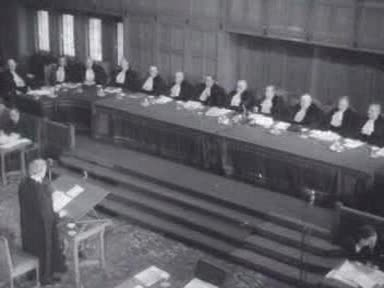
I giudici della CIG riuniti in udienza durante la discussione del caso riguardante l'incidente

A prescindere da chi avesse effettivamente posato le mine, un fatto mai appurato se non per congetture, la Corte giunse alla conclusione che la posa stessa non potesse essere avvenuta senza la conoscenza di essa da parte delle autorità albanesi, e che quindi l'Albania commise un grave illecito quando non comunicò, come era suo dovere fare, la presenza di mine nel canale di Corfù né mise in allerta le unità navali britanniche il 22 ottobre che la loro navigazione avveniva in acque pericolose: non avendo fatto niente per prevenire il disastro, l'Albania fu ritenuta responsabile della perdita di vite umane avvenuta sulle unità della Royal Navy.
Circa la seconda questione sollevata dalle parti, la Corte decise con un voto di 14 favorevoli e due contrari che il Regno Unito non aveva violato la sovranità albanese il 22 ottobre, in questo accogliendo e confermando il principio dell'"innocente passaggio" da sempre sostenuto dai britannici: in tempo di pace, qualunque Stato ha il diritto di far navigare proprie unità navali anche da guerra attraverso stretti e bracci di mare che mettano in comunicazione due aree di alto mare, purché il passaggio si svolga in maniera "innocente". La Corte respinse l'obiezione albanese che il passaggio del 22 ottobre, per il numero e il tipo di unità coinvolte, non era da considerarsi "innocente" per via della chiara volontà di intimidire insita nell'azione britannica: il passaggio era invece da considerarsi "innocente" sia nel principio, perché volto a riaffermare un diritto ingiustamente negato, sia nel metodo, ritenuto ragionevole in considerazione dei fatti avvenuti il 15 maggio precedente.

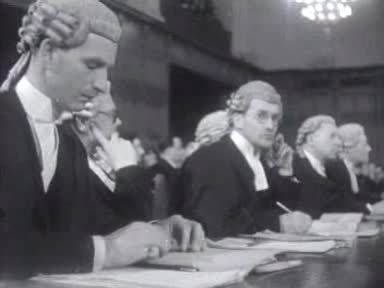
I legali rappresentanti il Regno Unito durante una seduta della CIG il 28 febbraio 1948

Al tempo stesso, con voto all'unanimità, la Corte ritenne di non poter applicare lo stesso principio all'azione britannica del 12-13 novembre: l'operazione di sminamento effettuata nelle acque albanesi senza l'autorizzazione del governo locale non poteva considerarsi come esercizio di "innocente passaggio". La Corte respinse l'obiezione del Regno Unito secondo cui l'operazione era volta ad agevolare il giudizio degli organi di giustizia internazionali mettendo in sicurezza le prove dell'avvenuto incidente prima che fossero eliminate dagli autori del minamento o dalle autorità albanesi, costituendo così un caso di legittima applicazione del principio dell'interventismo statale ed espressione del diritto all'autotutela: con un assunto divenuto poi celebre, la Corte condannò il principio dell'interventismo come «la manifestazione di una politica di forza, la quale ha dato luogo, in passato, agli abusi più gravi e che quindi non può, quali che siano gli attuali difetti delle organizzazioni internazionali, trovare un posto nel diritto internazionale», e indicò il rispetto della sovranità territoriale come uno dei fondamenti dei rapporti tra gli Stati sovrani. La Corte condannò esplicitamente l'azione del 12-13 novembre come una violazione della sovranità territoriale dell'Albania, e indicò questa dichiarazione come una «adeguata soddisfazione» delle richieste albanesi.

### La questione del risarcimento
La Corte demandò la definizione del risarcimento spettante al Regno Unito a un separato procedimento, a cui i rappresentanti albanesi non parteciparono sostenendo l'incompetenza della CIG nel definire risarcimenti monetari da infliggere agli Stati; la Corte applicò l'articolo 53 del suo statuto e nominò propri esperti, due ufficiali della marina militare olandese, per valutare la congruità delle richieste britanniche. La sentenza della Corte, resa il 15 dicembre 1949, impose all'Albania di pagare al Regno Unito un risarcimento pari a 843 947 sterline britanniche (poco più di due milioni di dollari statunitensi dell'epoca). Il governo albanese si rifiutò di pagare quanto imposto dalla CIG: nel 1949 la contrapposizione tra il blocco occidentale capitanato dagli Stati Uniti e quello orientale guidato dall'Unione Sovietica era ormai in pieno svolgimento, il blocco di Berlino si era concluso solo da pochi mesi e in Cina le forze comuniste di Mao Tse-tung stavano ormai vincendo la pluridecennale guerra civile cinese contro i nazionalisti di Chiang Kai-shek; lo Statuto delle Nazioni Unite prevedeva la possibilità di ricorrere al Consiglio di sicurezza per dare applicazione alle sentenze della CIG, ma davanti alla prospettiva di un sicuro veto sovietico i britannici decisero di trovare un'altra strada.
La Banca d'Inghilterra aveva all'epoca in deposito un vasto quantitativo di oro recuperato dai depositi segreti della Germania nazista e frutto requisizioni effettuate dai tedeschi ai danni delle banche centrali dei paesi occupati durante la seconda guerra mondiale (il cosiddetto "oro nazista"); una commissione tripartita composta da rappresentanti di Stati Uniti, Francia e Regno Unito (la cosiddetta "Tripartite Gold Commission") era impegnata fin dal settembre del 1946 a esaminare le rivendicazioni delle varie nazioni e a restituire le riserve di oro ai loro legittimi proprietari: tra queste vi era una partita di 1 574 chilogrammi di oro riconosciuta come spettante all'Albania, e d'accordo con gli altri membri della commissione il governo britannico ordinò di bloccare il trasferimento fino a che Tirana non avesse acconsentito a pagare il risarcimento impostole dalla CIG.
La situazione rimase in stallo per tutto il periodo della guerra fredda; solo nel maggio del 1991, con la dissoluzione del regime comunista albanese e il ristabilirsi di normali relazioni diplomatiche tra Londra e Tirana fu possibile sbloccare la situazione. L'8 maggio 1992 in un comunicato congiunto le due parti annunciarono di aver avviato negoziati per giungere a un accordo, ed entrambe espressero «il loro rammarico per l'incidente nel canale di Corfù del 22 ottobre 1946». Il Regno Unito acconsentì a restituire all'Albania la partita di oro a lei spettante, e in cambio il governo albanese si impegnò a pagare 2 milioni di dollari statunitensi come risarcimento finale e definitivo per le pretese dei britannici. Dopo che Stati Uniti e Francia ebbero dato il loro assenso, il 29 ottobre 1996 il segretario generale della commissione tripartita si incontrò a Londra con una delegazione albanese per concludere il trasferimento della partita di oro mentre contemporaneamente il governo di Tirana provvedeva a versare al Regno Unito la somma stabilita per il risarcimento, chiudendo così a più di 50 anni di distanza la contesa diplomatica e giudiziaria scaturita dall'incidente del canale di Corfù.